# Khildebert I
Khildebert o Xildebert I de París (Reims, vers 496 – 13 de desembre de 558) va ser un membre de la dinastia merovíngia i rei franc de París (511-558).
El tercer dels quatre fills del rei Clodoveu I i Santa Clotilde, va rebre una quarta part del regne a la mort del seu pare, el 511, d'acord amb la tradició dels francs salis. En aquest repartiment li pertocà la ciutuat de París, les terres que s'estenien cap al nord fins al riu Somme, i a l'oest fins al canal de la Mànega i la península d'Armòrica (actual Bretanya). Els seus germans reberen Metz (Teodoric I), Orleans (Clodomir I) i Soissons (Clotari I). Els quatre van establir les seves respectives capitals a la regió del Sena, a poca distància l'una de l'altra, cosa que va ajudar a mantenir la unitat del regne.

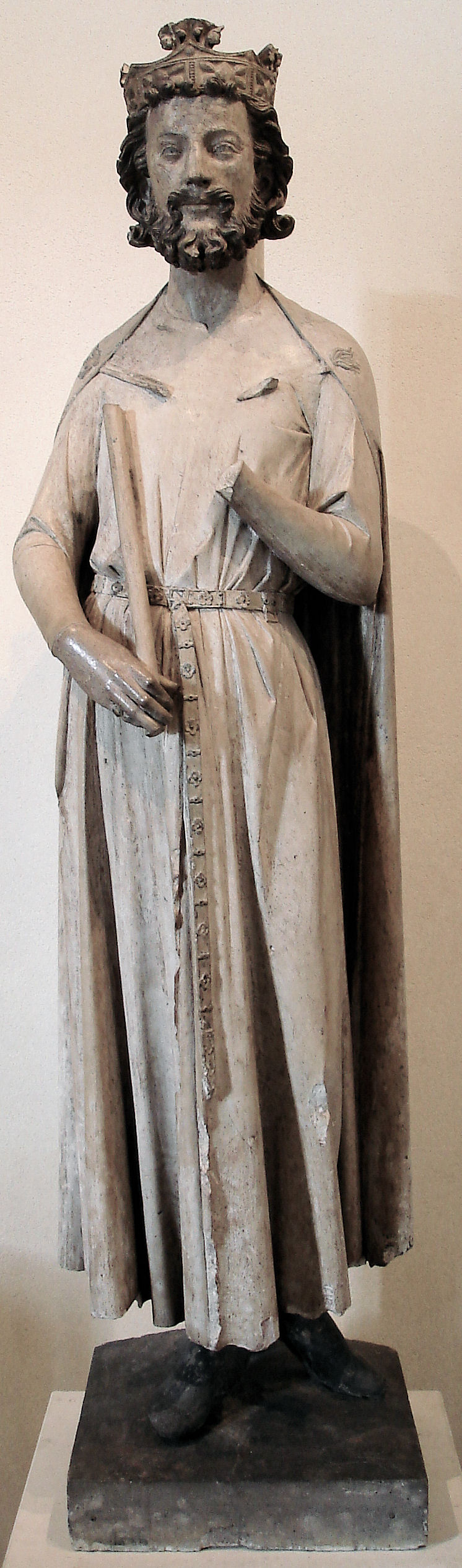
Estàtua de Khildebert, exposada al Louvre

Després de la guerra que va enfrontar els quatre germans amb Godomar de Borgonya, en la que va morir Clodimir, va unir-se amb Clotari de Soissons per assassinar els fills d'aquest. Khildebert es va annexionar Chartres i Orleans.
El 531 va respondre a la demanda d'auxili de la seva germana Clotilde, esposa del rei Amalaric dels visigots. Clotilde, una catòlica, es queixava que el rei arrià la maltractava. Khildebert es desplaçà a Hispània amb el seu exèrcit i va derrotar el rei Amalaric, que es veié obligat a refugiar-se a Bàrcino on fou assassinat. Clotilde va morir durant el retorn a París per causes desconegudes.
Posteriorment Khildebert va liderar altres expedicions contra els visigots. Amb l'ajuda del seu germà Lotari, el 542 va prendre possessió de Pamplona i va posar setge a Saragossa, però es veié obligat a retirar-se. En aquesta expedició va obtenir una valuosa relíquia, la túnica de Sant Vicent de Saragossa, que s'endugué a París. Allí va fer-hi construir en honor seu el monestir de Sant Vicent, posteriorment conegut com a Abadia de Saint-Germain-des-Prés.
Va morir el 13 de desembre del 558, i fou enterrat a l'abadia que havia fundat. Com que no havia tingut descendència masculina, Clotari I s'apoderà del seu regne.